# Furnace Creek
Furnace Creek es un lugar designado por el censo ubicado en el condado de Inyo en California (Estados Unidos). Su población, según el censo de 2000, era de 31 habitantes. Está situado a una altitud de 54,55 metros bajo el nivel del mar.
En Furnace Creek se encuentra el cuartel general del Parque nacional del Valle de la Muerte así como dos de sus instalaciones turísticas más importantes: la posada y el rancho de Furnace Creek. En el rancho se encuentra un campo de golf situado a 58 metros bajo el nivel del mar, lo que le convierte en el más bajo del mundo. Gran parte del recinto está cerrado en verano ya que las temperaturas en la zona pueden alcanzar los 52 °C.
Los indios timbisha han habitado la zona durante siglos. Son la principal fuente de trabajadores del complejo turístico así como la mayoría de la población estable de la localidad.

## Geografía
Furnace Creek se encuentra ubicado en las coordenadas 36°27′N 116°51′O / 36.450, -116.850. Según la Oficina del Censo, la ciudad tiene un área total de 80,1 km² (30,9 mi²), de la cual 80,1 km² (30,9 mi²) es tierra y 0 km² (0 mi²) (0%) es agua.

## Demografía
Según la Oficina del Censo en 2000 los ingresos medios por hogar en la localidad eran de $25,625, y los ingresos medios por familia eran $32 500. Los hombres tenían unos ingresos medios de $21,250 frente a los $30,000 para las mujeres. La renta per cápita para la localidad era de $14,929. Alrededor del 20.8% de la población estaban por debajo del umbral de pobreza.